# Persistencia (psicología)

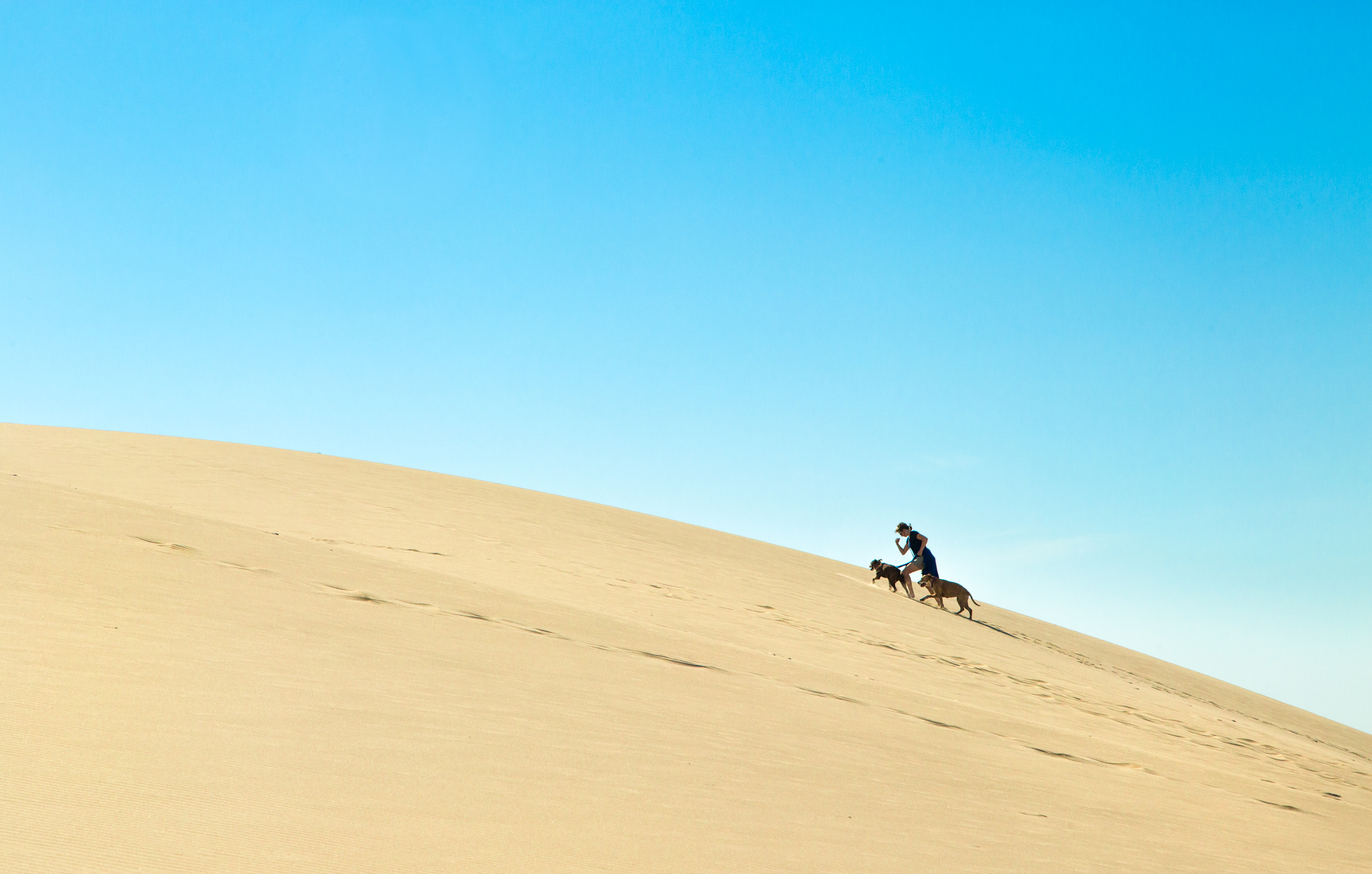
Persona escalando una duna de arena. Hace falta mucha persistencia para llegar a la cumbre, porque la arena se hunde bajo tus pies, y por cada 3 pasos que avanzas, retrocedes 2.

En psicología, la persistencia (PS) es un rasgo de personalidad. Se refiere a que la persona persevera en (mantiene) un comportamiento a pesar de la fatiga o la frustración. Sinónimos de persistencia son perseverancia, constancia, determinación y tenacidad (en su sentido psicológico; cuando se refiere a materiales es otro).
La persistencia se mide en el Inventario de temperamento y carácter (TCI por sus siglas en inglés) y se considera uno de los 4 rasgos del temperamento. La investigación de Cloninger encontró que la persistencia, al igual que los otros rasgos del temperamento, es altamente hereditaria.
Las subescalas de PS en TCI-R consisten en:
1. Entusiasmo por el esfuerzo (PS1)
2. Endurecido por el trabajo (PS2)
3. Ambicioso (PS3)
4. Perfeccionista (PS4)

Un estudio que comparó el Inventario de temperamento y carácter con el modelo de los cinco grandes halló que la persistencia estaba sustancialmente asociada con la escrupulosidad. Además, la persistencia se asoció de forma moderadamente positiva con el rasgo TCI de autotrascendencia. La investigación también ha determinado que la persistencia está correlacionada positivamente con la Actividad en el modelo Alternativo Cinco de Zuckerman, y está correlacionada negativamente con el psicoticismo en el modelo de Eysenck.

## Conceptos relacionados
El concepto constancia está también en la Wikipedia. Es el mismo que el de la persistencia, pero las dos palabras se usan en contextos diferentes, siendo el de la constancia más religioso, y el de la persistencia, más objetivo. Además, Constancia no está enlazado multiidiomáticamente.
Fuerza de voluntad está redirigido a resiliencia, es decir, «capacidad para adaptarse a las situaciones adversas con resultados positivos». Sin embargo la RAE da una definición de fuerza de voluntad ligeramente distinta, «capacidad de una persona para superar obstáculos o dificultades o para cumplir con sus obligaciones», más próxima a la de perseverancia.
En el sentido físico (no psicológico) la persistencia es el hecho de que algo sigue "estando" cuando se podría pensar que ya no estaría. Ver la página de desambiguación de este concepto.

## Importancia de la persistencia psicológica
Cuando se hace algo por primera vez, lo normal es fallar, porque precisamente el cerebro humano aprende de los errores. A veces es necesario fallar repetidamente hasta conseguir algo. La persistencia, o perseverancia, permite que la persona lo vuelva a intentar hasta lograrlo. La falta de perseverancia, en cambio, lleva a abandonar o renunciar. En muchos casos, por escasa persistencia, personas inteligentes abandonan empeños  que son perfectamente capaces de lograr.
Un ejemplo de perseverancia lo constituye la moraleja de la clásica fábula de Esopo La Liebre y La Tortuga.